# Grootschipper
Grootschipper was de benaming voor een schipper of gezagvoerder op een zeeschip. Hij was lid was van een grootschippersgilde. Deze schippers voeren vooral naar de landen rond de Oostzee, maar ook naar Engeland, Frankrijk en verder naar het zuiden. Men voer meestal in opdracht van kooplieden. Er werd met een kleine bemanning op relatief grote schepen zoals fluiten gezeild. Een dergelijke dwarsgetuigde driemaster mat tussen de honderd en tweehonderd last (ofwel twee- tot vierhonderd ton) en telde tussen de tien tot ten hoogste achttien opvarenden. De bemanning bestond behalve de schipper uit een stuurman, een hoogbootsman, een timmerman, een scheepskok, bootsgezellen en matrozen.
Grootschippers verdienden redelijk tot goed en behoorden tot de hogere lagen van de samenleving. Heel wat schippers hadden, meestal nadat ze met varen gestopt waren, zitting in de vroedschap van hun woonplaats. De term werd ook gebruikt om onderscheid te maken tussen 'rijke' schippers met een eigen schip en arme schippers. De tegenhanger, de 'kleinschipper', had een veel kleiner schip waarmee hij voer op rivieren en kanalen, bijvoorbeeld in de veenkoloniën.